# Sericesthis rugosulus
Sericesthis rugosulus är en skalbaggsart som beskrevs av Edgar von Harold 1869. Sericesthis rugosulus ingår i släktet Sericesthis och familjen Melolonthidae. Inga underarter finns listade i Catalogue of Life.